# László Pál
Dans le nom hongrois Pál László, le nom de famille précède le prénom, mais cet article utilise l’ordre habituel en français László Pál, où le prénom précède le nom.
Pour les articles homonymes, voir Pál.
László Pál, né le 19 décembre 1934 est un footballeur hongrois. Il évoluait au poste d'attaquant.

## Biographie
László Pál évolue sous les couleurs du Diósgyőri VTK de 1959 à 1961,.
Il devient joueur du Vasas SC en 1961.
Lors de la campagne de Coupe des clubs champions en 1961-1962, il dispute un match lors du premier tour contre le Real Madrid, il inscrit un but. Le Vasas SC est éliminé lors de ce premier tour.
Pál est sacré Champion de Hongrie en 1962.
La saison suivante en 1962-1963, il s'illustre lors du premier tour contre le Fredrikstad FK : il inscrit un triplé lors du match aller et un doublé lors du match retour. Au tour suivant contre le Feyenoord Rotterdam, Pál marque un but lors du match aller, mais il ne peut empêcher l'élimination de son club.

## Palmarès
| Vasas SC - Championnat de Hongrie (1) : - Champion : 1961-62. |  | Hongrie - Jeux olympiques : - Bronze : 1960. |